# Tuniberg

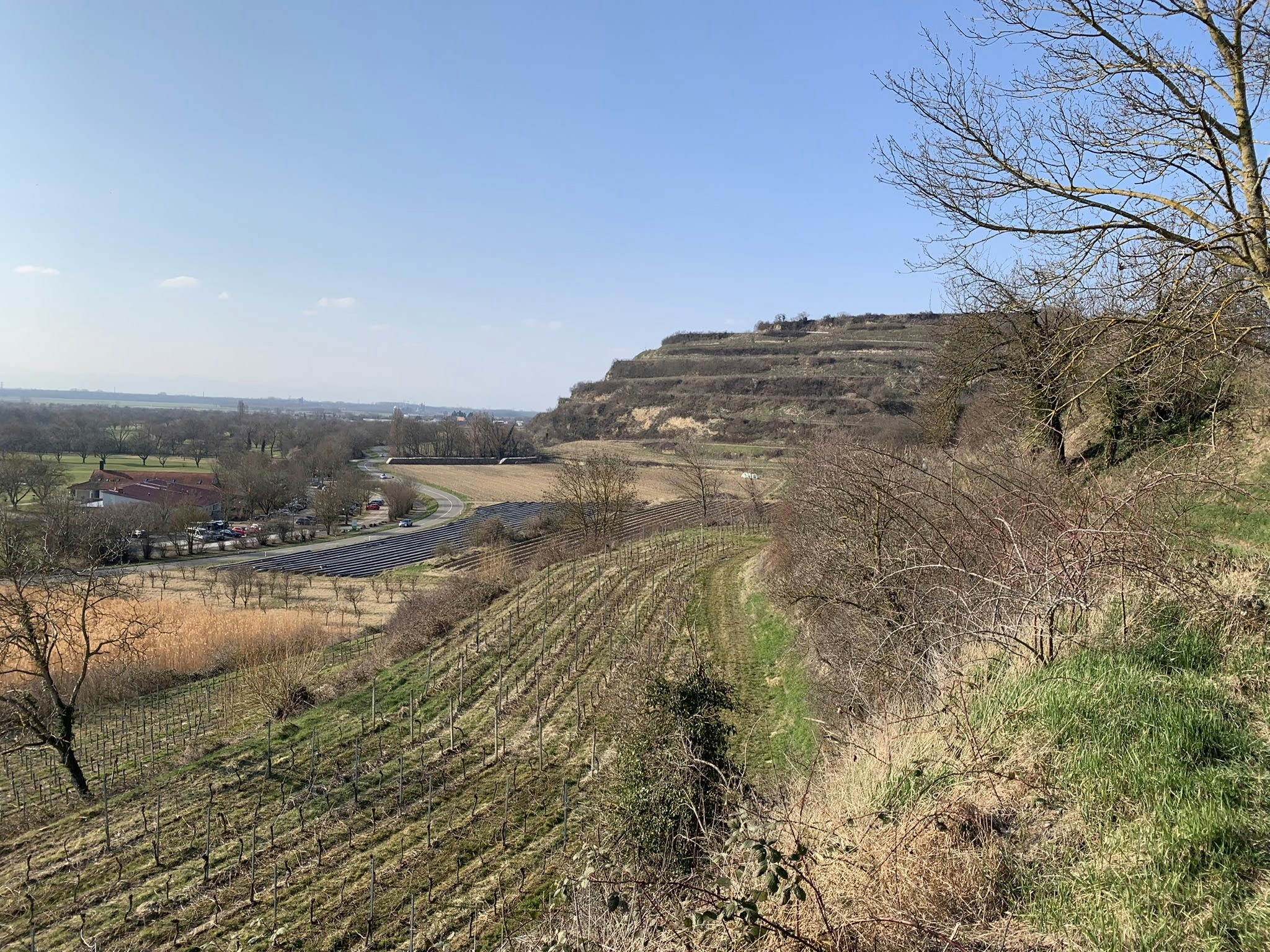
Auf dem Berg, najwyższa część Tunibergu

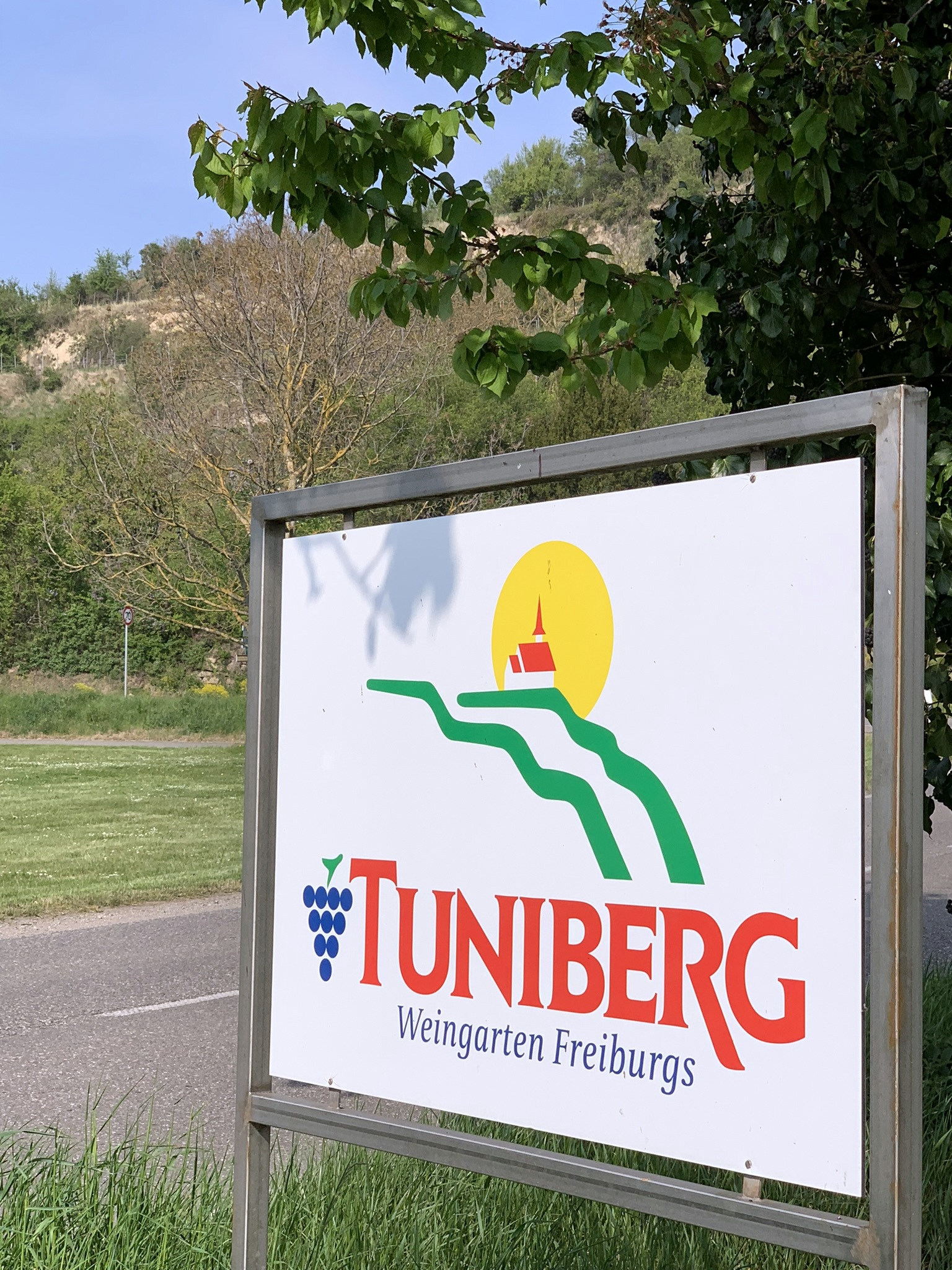
Tablica przy drodze do Munzingen reklamująca Tuniberg

Tuniberg (alem. Duniberg; 312,4 m n.p.m.) – rozległe wzgórze na Nizinie Górnoreńskiej w paśmie przedgórzy Schwarzwaldu. Położone w znacznej części w granicach miejskich Fryburga Bryzgowijskiego, powiat Breisgau-Hochschwarzwald, kraj związkowy Badenia-Wirtembergia. Zbudowane ze skał wapiennych pokrytych wielometrową warstwą lessu i lessu gliniastego, których powierzchnię ukształtowaną w tarasy zajmują głównie uprawy winorośli (winnice), w mniejszym stopniu szparagi oraz drzewa i krzewy owocowe. Tuniberg tworzy wspólnie z pobliskim Kaiserstuhlem jeden z najważniejszych rejonów produkcji win w Niemczech. Leżące wokół podnóża miejscowości mają wiele znaczących zabytków architektonicznych, np. romańska wieża kościoła w Niederrimsingen, późnogotycka zabudowa wiejska w Tiengen, barokowy kościół w Merdingen, klasycystyczny pałacyk w Oberrimsingen . Istotne dla historii regionu są także stanowiska wykopalisk archeologicznych, np. osady paleolityczna w okolicy Munzingen, grób wojownika z czasów osadnictwa alemańskiego w Opfingen, resztki posiadłości rzymskiej z I w. n.e. na północ od Merdingen. Do jego atrakcyjności turystycznej przyczynia się też bliskość Fryburga.

## Dane geograficzne
Jako naturalnie wydzielone wzgórze, Tuniberg należy do zewnętrznego pasa przedgórzy (Äußere Vorbergzone) Schwarzwaldu, leżącego wzdłuż obniżenia Rowu Górnoreńskiego na zachodzie, na wschodzie schodzącego do niecki Freiburger Bucht (obniżenie terenu, na którym leży Fryburg Fryzgowijski). Na północy i północnym zachodzie sąsiaduje z podobnym geograficznie i gospodarczo, ale odrębnym geologicznie, Kaiserstuhlem, na południe od jego południowego cypla rozpościera się południowa część Niziny Górnoreńskiej (Südliches Oberrheintiefland) z kolejnymi wzgórzami przedgórza Schwarzwaldu.
Koordynaty 48°00′25″N, 07°42′03″E wskazują na środkowy punkt Tunibergu, mniej więcej równo oddalony od północnego krańca, przy którym leży miejscowość Gottenheim, zachodniego skraju wyznaczonego przez kamieniołomy Kalkwerk Merdingen, południowego uskoku Kapellenbergu i miejscowości Opfingen w połowie wschodniego stoku Tunibergu.
Najwyższy punkt Tunibergu o wysokości 312,4 m znajduje się na wzniesieniu o nazwie Auf dem Berg, leżącym po zachodniej stronie południowego cypla. Od strony wschodniej różnice wysokości względnej wynoszą 20–30 m, na obrywie zachodnim ta różnica dochodzi do 100 m. Na linii północ-południe długość Tunibergu wynosi ok. 10 km, na linii wschód-zachód ok. 3 km.
Ze względu na wyjątkowo urodzajne gleby niemal cała powierzchnia Tunibergu poddana jest pod uprawy (por. niżej), a tereny zamieszkałe położone są wokół całego jego podnóża. Miejscowości z wielowiekową tradycją winiarską to (od północy): Waltershofen, St. Nikolaus, Opfingen, Tiengen, Munzingen, Gottenheim, Niederrimsingen i Merdingen. Po reformie administracyjnej na początku lat 70. XX w. wszystkie z wyjątkiem trzech ostatnich należą administracyjnie do Fryburga Bryzgowijskiego, a status miejscowości (Ortschaften), czyli samodzielnych gmin wiejskich, posiadają Munzingen, Opfingen, Tiengen i Waltershofen. Miejscowości przy Tunibergu nienależące do Fryburga to: samodzielne gminy Merdingen na zachodzie, Gottenheim na północy i położona na południu Niederrimsingen, która razem z pobliską Oberrimsingen są administracyjnie związane z Breisach nad Renem.

## Dane geologiczne

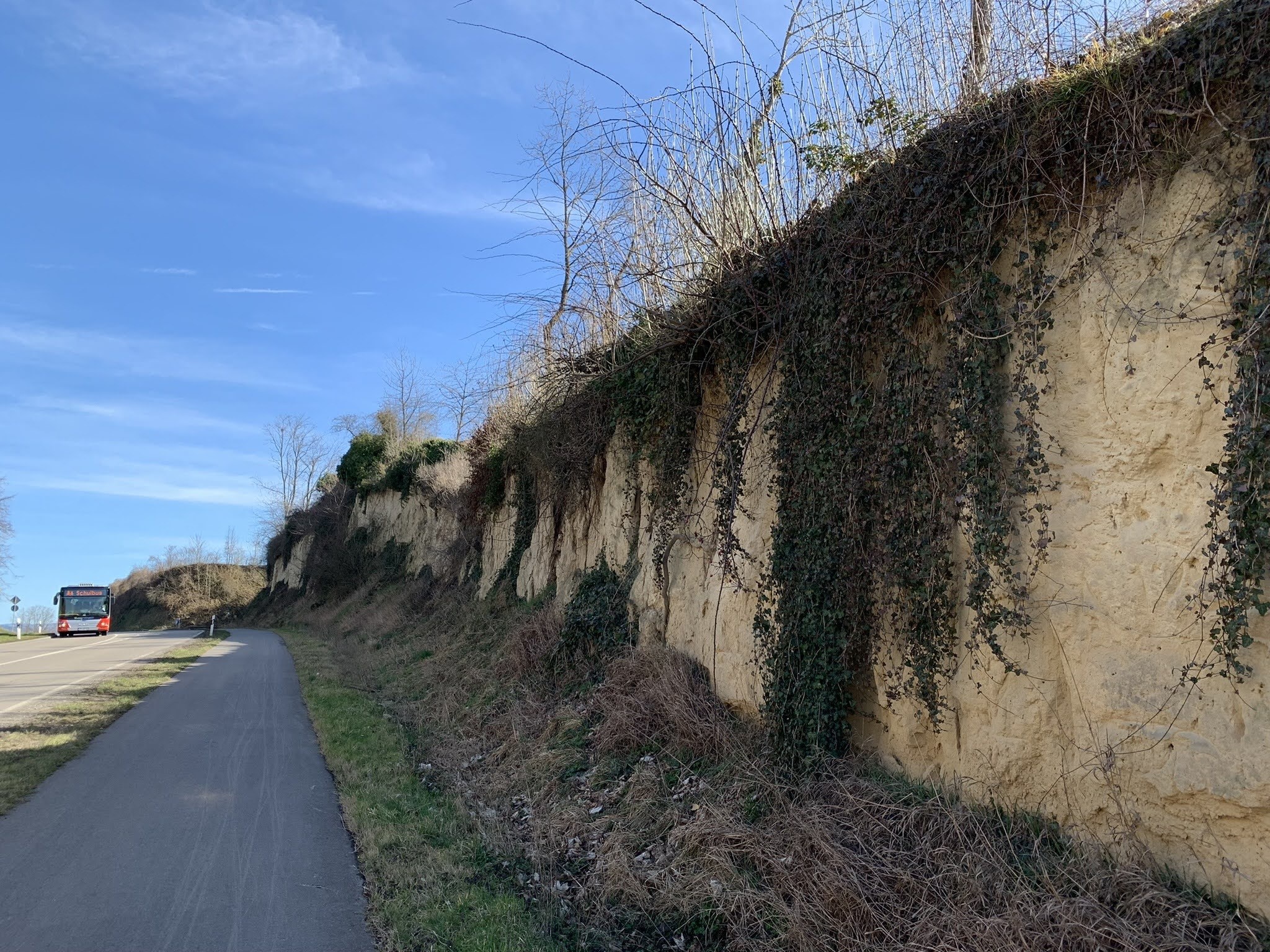
Droga na Tunibergu, przecinająca pokryte lessem zbocze

Powstanie Tunibergu jest wynikiem ruchów górotwórczych przed 65 milionami lat, kiedy powstało zapadlisko rowu tektonicznego (dzisiejsza dolina ryftowa górnego Renu – Oberrheingraben), a po obu jego stronach wyłoniły się góry zrębowe (dzisiejsze Wogezy i Schwarzwald); u ich podnóży po wschodniej stronie Renu ciągnie się pas uskokowy przedgórzy (Vorbergzone), do których należy m.in. Tuniberg. Uskok (Bruchscholle) Tunibergu jest na północy znacznie obniżony i pokryty grubą warstwą lessu, skrywającą skały okresu paleogenicznego (sprzed 65–24 mln lat), natomiast na stromych obrywach południowego skraju widoczne są skały środkowej jury (178 do 157 mln lat temu). Geologiczny trzon Tunibergu tworzą wapienne skały oolitowe, zawierające głównie kalcyt, a miejscami niskoprocentowe rudy żelaza, pokryte wielometrową warstwą lessu, który był nawiewany w epoce lodowcowej (przed 2,6 mln do 11,5 lat) jako drobny pył z równin wzdłuż Renu. Po zachodniej stronie Tunibergu rozciąga się płaski pas terasy nadzalewowej, przed regulacją Renu w połowie XIX w. zalewowej, pokrytej osadami żwirowymi. Od wschodu otaczają go osady wczesnoplejstoceńskie, ale nie pochodzenia rzecznego jak aluwia na zachodzie, tylko stokowe powstałe w wyniku erozji zachodnich stoków Schwarzwaldu, która stworzyła stożki napływowe w nieckach Freiburger Bucht i Staufener Bucht. Ponadto na południowo-zachodnim cyplu Tunibergu znajduje się wychodnia wulkaniczna – zbudowana z tufu resztka pnia wulkanicznego. Gleby na Tunibergu zaliczane są do rigosoli pararędzinowych.

## Klimat
Tereny położone na obszarze Kaiserstuhlu i Tunibergu należą do tych o najwyższej w Niemczech średniej temperaturze rocznej, ponadprzeciętnym nasłonecznieniu i niskim poziomie opadów. Średnie temperatury latem są tutaj o ok. 10 °C wyższe niż w pozostałych rejonach kraju. Te szczególne warunki klimatyczne są wynikiem zarówno ukształtowania terenu – rozległego i stosunkowo nisko położonego obniżenia Rowu Górnoreńskiego (ok. 190 m n.p.m. w Breisach), ograniczonego z obu stron wysokimi pasmami górskimi Wogezów i Schwarzwaldu – jak i napływu z południowego zachodu przez Bramę Burgundzką ciepłych prądów śródziemnomorskich. Warunki klimatyczne Tunibergu odpowiadają tym na Kaiserstuhlu, a ukształtowanie terenu sprawia, że temperatury panujące na ich niżej położonych stokach osiągają najwyższe na terenie Niemiec wartości.

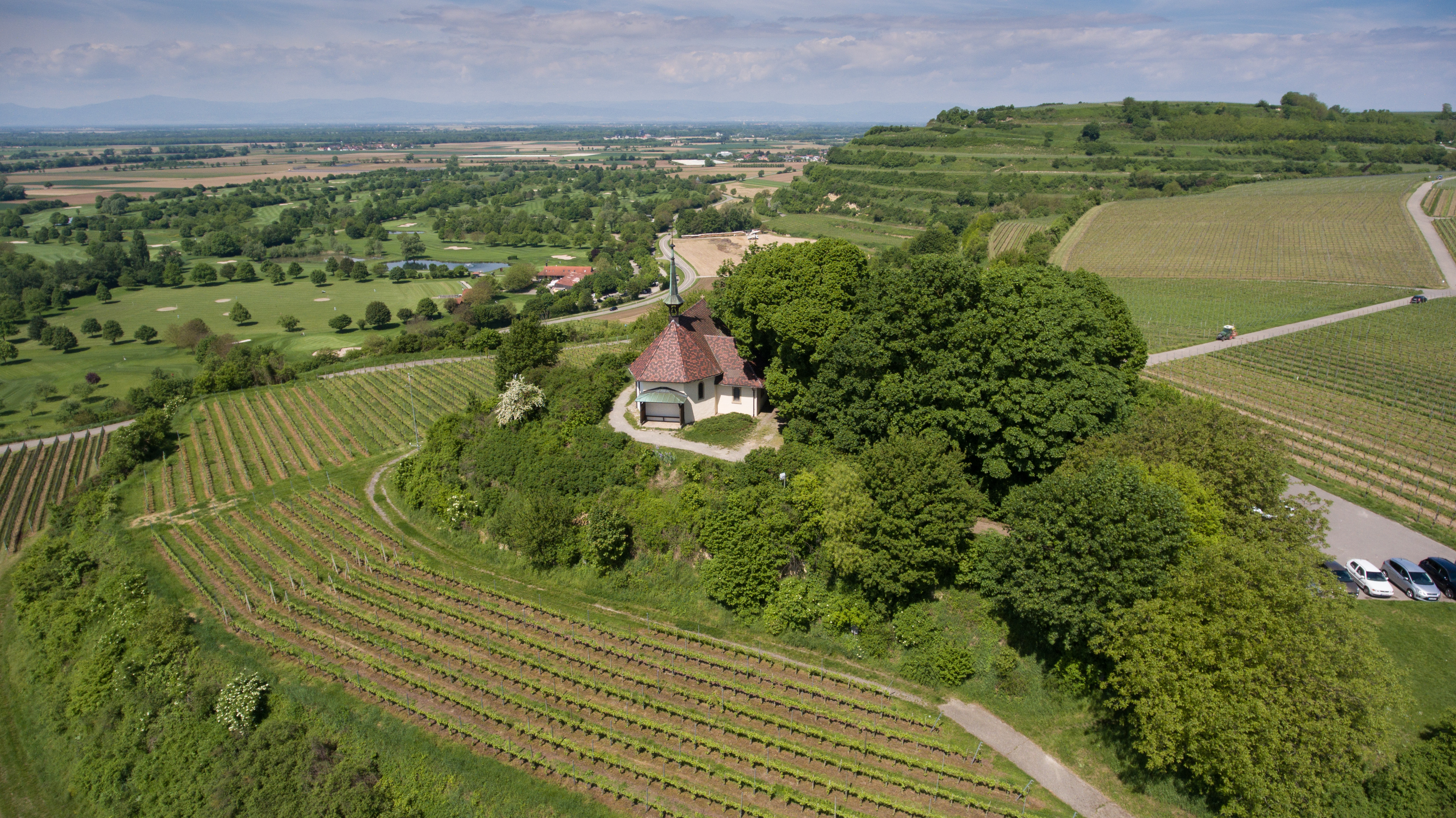
Kaplica Erentrudiskapelle na zach. cyplu Tunibergu, w tle najwyższe wzniesienie Auf dem Berg

## Fauna i flora
Cały obszar Tunibergu jest co prawda ukształtowany ręką człowieka (Kulturlandschaft), ale dzięki wysiłkom ostatniej dekady stworzono też warunki korzystne dla utrzymania bądź przywrócenia oryginalnych siedlisk fauny i flory. Po dziesiątkach lat nieobecności odnotowano w pierwszej dekadzie XXI w. powrót m.in. trzech gatunków ptaków: żołna, dudek i pójdźka. Szybko nagrzewające się strome lessowe zbocza są środowiskiem takich gadów jak: jaszczurka zwinka, gatunek jaszczurki zielonej Lacerta bilineata (Westliche Smaragdeidechse) i murówka; odnotowano także występowanie modliszki. W sumie jednak w porównaniu z pobliskim Kaiserstuhlem jest bogactwo gatunkowe fauny i flory na Tunibergu ograniczone i dopiero wysiłki ostatnich lat, głównie przez akcje organizowane przez NABU i osoby prywatne, prowadzą do niejakiej poprawy.

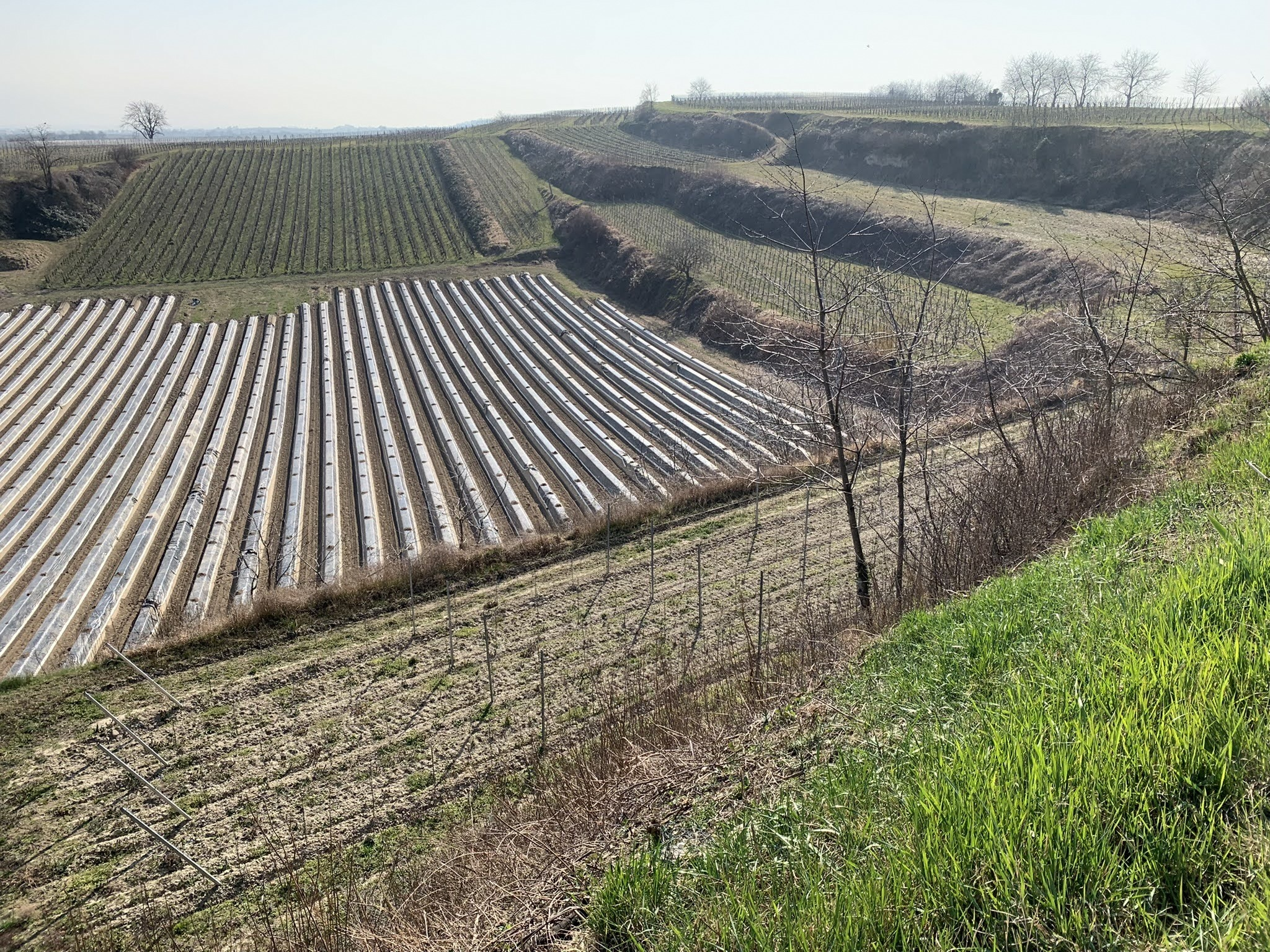
Tarasowe winnice i pole szparagów wczesną wiosną

## Gospodarka

### Rolnictwo

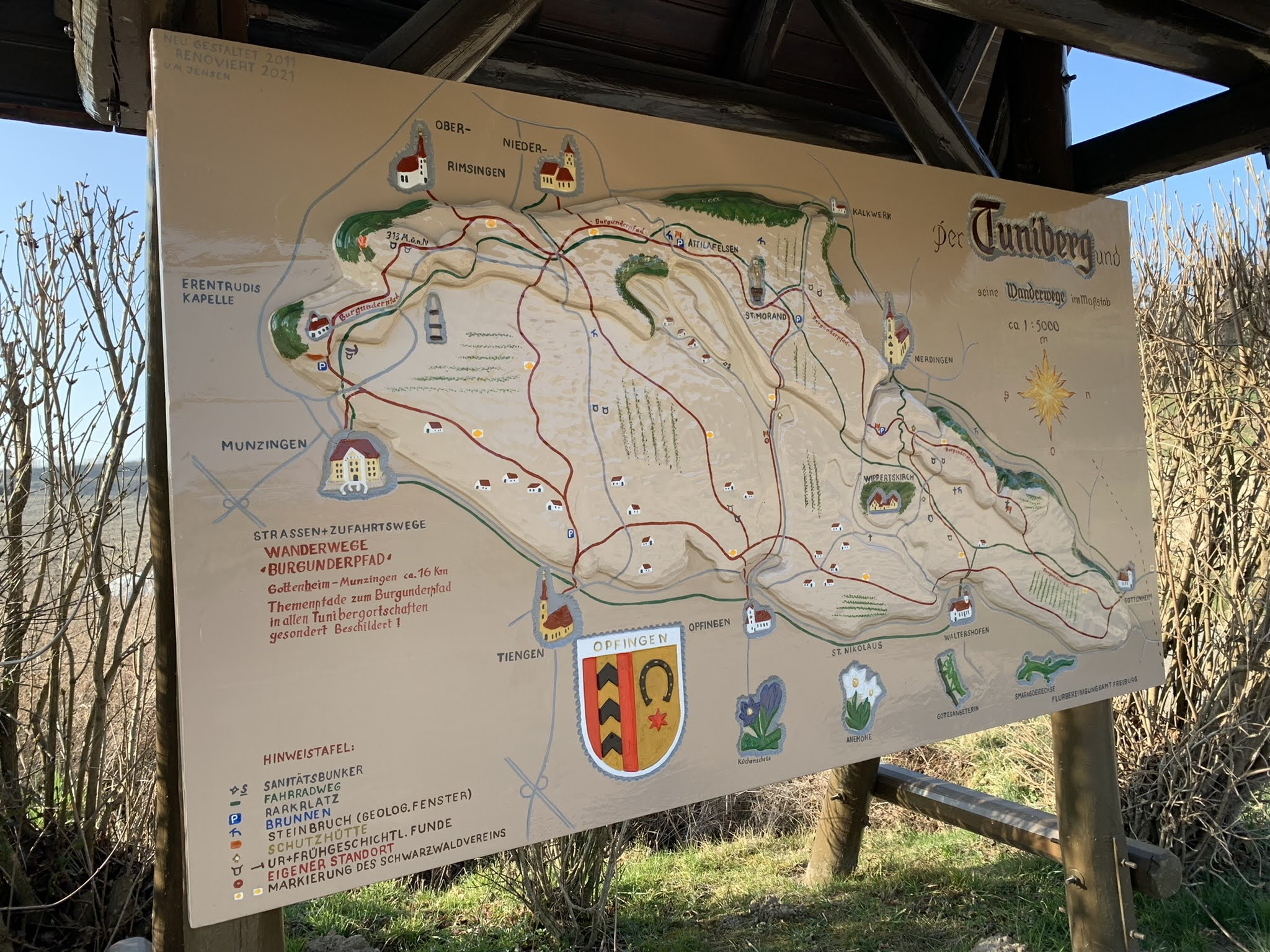
Turystyczna mapa Tunibergu przy zbiegu szlaków

Warunki naturalne i klimatyczne wyróżniały Tuniberg jako teren sprzyjający osadnictwu od początków obecności człowieka w tym rejonie, o czym świadczą najwcześniejsze ślady osadnictwa kultury magdaleńskiej w okolicach Munzingen oraz późniejsze dowody rolniczej kultury michelsberskiej w co najmniej 9 miejscach na Tunibergu. Początki obecnie najważniejszej dla regionu uprawy winorośli sięgają, jak się przypuszcza, okresu halsztackiego i odnoszą się do Celtów zaczynających uprawiać dzikie gatunki winorośli. Niewykluczone, że w trakcie ok. 200 lat przynależności Bryzgowii do Cesarstwa Rzymskiego, wprowadzone zostały lepsze gatunki roślin i ulepszone formy ich kultywacji, ale nie ma na to żadnych dowodów archeologicznych. Dopiero od IX w., od czasów rządów Karolingów w Bryzgowii, mówią historycy o poświadczonych pisemnie uprawach winorośli, jak np. w akcie darowizny z 888 r., który wspomina o winnicy w Tuginga, dzisiejszym Tiengen na południowo-wschodnim Tunibergu.

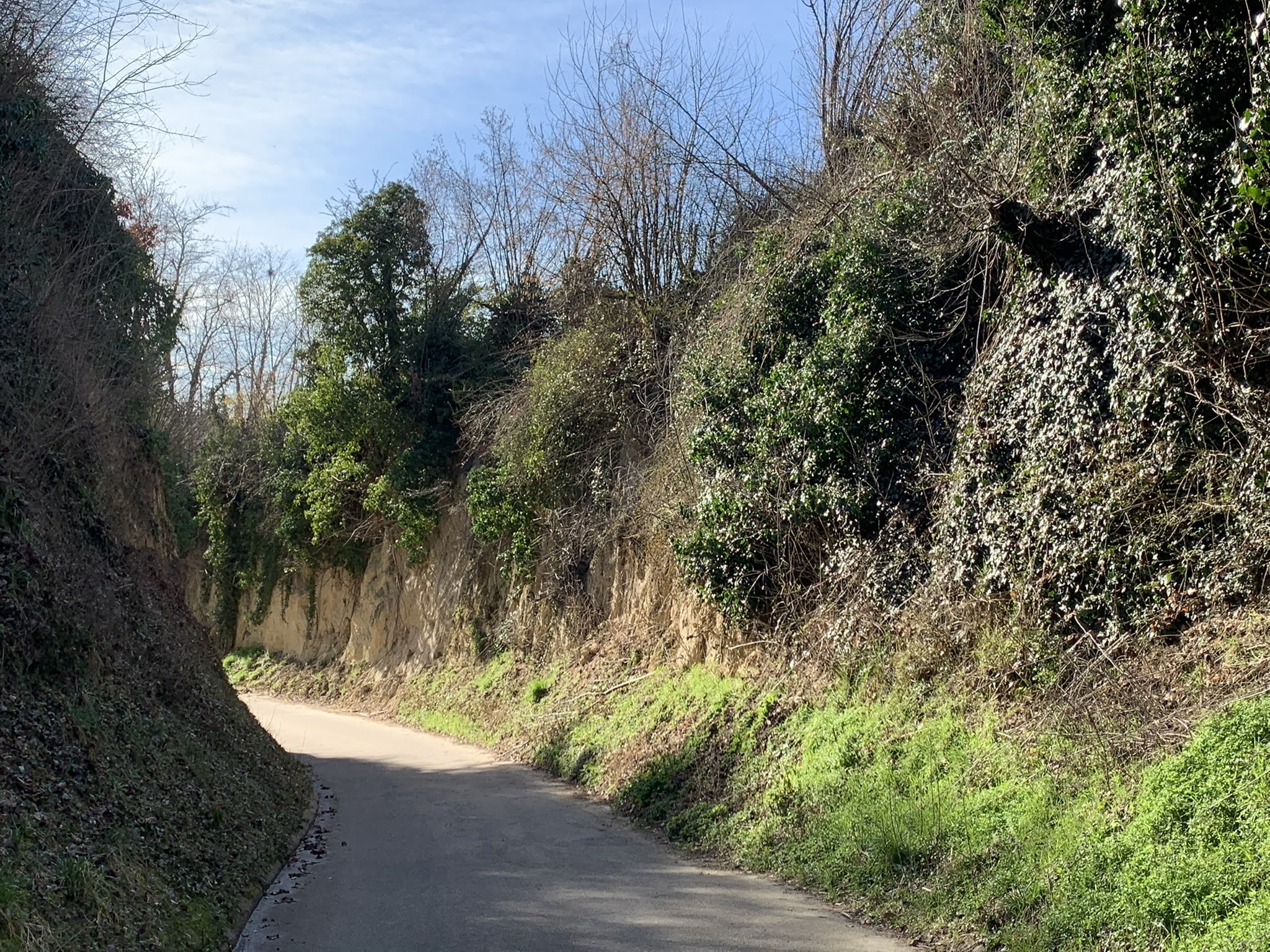
Głębocznica Öltrottenkinzig koło Merdingen

Ukształtowanie terenu i łatwość formowania w lessowym gruncie tarasów ułatwiały na przeciągu wieków rozszerzanie terenów upraw na Tunibergu, choć ograniczały się one do niewielkich i nieregularnych tarasów, w wyższych partiach niedogodnie dostępnych. Dopiero po II wojnie światowej w latach 50. i 60. przeprowadzono systematyczne prace nad nowym ukształtowaniem terenu (Flurbereinigungsverfahren), pozwalającym na zmechanizowaną kultywację winnic. Rezultatem tych prac było niemal całkowite przekształcenie rzeźby terenu, z zachowaniem jedynie kilku tradycyjnych głębocznic, oraz wytworzenie się na powierzchni gleb regulówkowych. Zachowane głębocznice, np. w okolicy Merdingen i Gottenheim, mają rangę materialnego dziedzictwa kulturowego.
Obecnie niemal w całości Tuniberg pokryty jest tarasami, na których uprawiane są w przeważającej mierze różne gatunki winorośli; źródło z 2010 r. podaje powierzchnię winnic jako 1083 ha, z czego Spätburgunder (pinot noir) zajmuje 610 ha (56%), Müller-Thurgau (riesling x sylvaner) 211 ha, Weißer Burgunder (pinot blanc) 89 ha i Grauer Burgunder (pinot gris) 83 ha. W 1978 r. uprawy gatunków Blauer Spätburgunder zajmowały 41% powierzchni, a Müller-Thurgau 46%. Ponadto na Tunibergu uprawiane są szparagi i w mniejszym zasięgu drzewa i krzewy owocowe. Właściciele winnic na Tunibergu skupieni są w ośmiu spółdzielniach (Winzergenossenschaften), choć istnieje też i kilka niezależnych winnic, i zajmują się samą uprawą winorośli i zbiorem winogron. Natomiast produkcją win i ich sprzedażą zajmuje się, obejmująca 9 regionów winiarskich Badenii, Badische Winzerkeller z siedzibą w Breisach.

### Turystyka
Pod względem klimatu, ukształtowania terenu, a także bliskości Fryburga, Kaiserstuhl i Tuniberg są w regionalnym ruchu turystycznym traktowane jako jeden obszar. Wspólna charakterystyka obejmuje: oznakowane trasy spacerowe i rowerowe (w znacznej mierze pokryte asfaltem), szlaki tematyczne (dotyczące lokalnej fauny i flory, kultury materialnej regionu, tzw. Panoramaweg itp.), rozwinięta baza turystyczna (zarówno gastronomiczna, jak i noclegowa), dogodne warunki komunikacyjne (kolej regionalna, sieć autobusowa, publiczne parkingi itp.). Tytułem do sławy regionu Kaiserstuhl/Tuniberg jest produkcja win – Tuniberg nazywa się na swoim logo „winnicą Fryburga” – a ich wyjątkową jakość podkreślają broszury turystyczne sponsorowane lub wydawane przez miejscowe zrzeszenia i prywatnych producentów win.